# Even in the Quietest Moments...
Even in the Quietest Moments... är ett musikalbum av Supertramp. Albumet var gruppens femte album och det släpptes i april 1977 på A&M Records. Inspelningarna av albumet skedde på Caribou Ranch i Colorado, USA. Skivan blev gruppens första album att sälja guld i USA, mycket tack vare singelhiten Give a Little Bit. Bilden på skivomslaget, en översnöad flygel på en bergstopp, var inget montage utan man hade tagit upp flygeln till toppen på en skidbacke i närheten av inspelningsstudion vid Caribou Ranch och fotat.

## Låtlista
(alla låtar skrivna av Rick Davies och Roger Hodgeson)
1. "Give a Little Bit" - 4:08
2. "Lover Boy" - 6:49
3. "Even in the Quietest Moments" - 6:28
4. "Downstream" - 4:01
5. "Babaji" - 4:51
6. "From Now On" - 6:21
7. "Fool's Overture" - 10:52

## Listplaceringar
- Billboard 200, USA: #16[1]
- UK Albums Chart, Storbritannien: #12[2]
- VG-lista, Norge: #3[3]
- Topplistan, Sverige: #5[4]